# Har Dil Jo Pyar Karega...
Pour plus de détails, voir Fiche technique et Distribution.
Har Dil Jo Pyar Karega... (हर दिल जो प्यार करेगा) est un film indien réalisé par Raj Kanwar sorti en 4 août 2000. Le titre peut se traduire par Tout cœur qui tombera amoureux….

## Synopsis
Raj (Salman Khan), chanteur, exerce ses talents sur les plages de Goa. Orphelin, il croit aux signes. Un jour, il trouve dans le sable une plaque d'immatriculation de Mumbai. Il en déduit que le destin l'appelle dans cette ville pour réaliser son rêve et devenir une pop star. Les premières auditions sont prometteuses, mais le directeur de la maison de production décède le jour où Raj doit lui remettre ses enregistrements. Estimant s'être trompé de route, Raj s'apprête à quitter Mumbai. Mais à l'instant où il allait renoncer, il est témoin d'un accident de voiture. Le chanteur s'élance et réussit à sauver la vie d'une jeune femme prisonnière de la carcasse de sa voiture juste avant qu'un train ne la percute.
Raj accompagne la victime à l'hôpital, signe les papiers d'admission. On le prend pour le mari de la blessée, Pooja (Rani Mukerji). Celle-ci sombre dans le coma. À sa grande surprise, Raj découvre que celle dont il a sauvé la vie est la fille d'un producteur célèbre. L'imposture devient intéressante pour le chanteur en quête de succès. Mais arrive Jahnvi (Preity Zinta), la meilleure amie de Pooja, et c'est le coup de foudre entre elle et Raj.

## Fiche technique
- Titre : Har Dil Jo Pyar Karega...
- Titre original : हर दिल जो प्यार करेगा
- Réalisation : Raj Kanwar
- Scénario : Rumi Jaffery
- Musique : Anu Malik et Surendra Singh Sodhi
- Photographie : W. B. Rao
- Montage : Sanjay Verma
- Chorégraphie : Farah Khan
- Production : Sajid Nadiadwala
- Société de production : Nadiadwala Grandson Entertainment
- Pays :  Inde
- Langue de tournage : Hindi
- Genre : Comédie dramatique, film musical et romance
- Durée : 173 minutes
- Dates de sortie : 
  -  Inde : 4 août 2000

## Distribution
- Salman Khan : Raj/Romi
- Rani Mukherjee : Pooja Oberoi
- Preity Zinta : Jahnvi
- Shahrukh Khan : Rahul (Apparition spéciale)
- Paresh Rawal : Goverdhan
- Rajeev Verma : Bharat Oberoi
- Vinay Pathak : Monty
- Satish Shah : Mahesh Hirwani
- Sana Saeed : Anjali (Apparition spéciale)
- Neeraj Vora : Abdul
- Ajit Vachani : Mr Guddino
- Kamini Kaushal : Biji

## Musique
Le film comporte 8 chansons :
- Har Dil Jo Pyar Karega : Udit Narayan, Alka Yagnik
- Garam Chai Ki Pyali : Anu Malik
- Piya Piya O Piya : Pinki, Preeti, Prashant
- Aisa Pehli Baar Hua Hai : Sonu Nigam
- Sahiba Sahiba : Kay Kay
- Aate Jaate Jo Milta Hai : Sonu Nigam, Alka Yagnik
- Dil Dil Deewana : Udit Narayan, Alka Yagnik
- Har Dil Jo Pyar Karega (sad) : Alka Yagnik

## Autour du film
- On peut voir apparaître Anu Malik, le compositeur de la musique du film, dans la scène de l'enregistrement d'une chanson de Raj. Anu Malik est aux commandes de la table de mixage.

- Shah Rukh Khan et Sana Saeed apparaissent dans le film dans la peau des personnages qu'ils interprétaient dans Kuch Kuch Hota Hai, pensant retrouver Tina, personnage joué par Rani Mukerji dans Kuch Kuch Hota Hai.